# Séné
Séné (bretonska: Sine) är en kommun i departementet Morbihan i regionen Bretagne i nordvästra Frankrike. Kommunen ligger i kantonen Vannes-Est som tillhör arrondissementet Vannes. År 2022 hade Séné 9 265 invånare.

## Befolkningsutveckling
Antalet invånare i kommunen Séné
| Referens: INSEE |